# 朝鮮民主主義人民共和国の著名人一覧
朝鮮民主主義人民共和国の著名人一覧（ちょうせんみんしゅしゅぎじんみんきょうわこくのちょめいじんいちらん）は、朝鮮民主主義人民共和国（北朝鮮）で生まれ育った人、または国籍を持つ人の一覧である。

## あ行

### あ
- 安吉（アン・キル、軍人）
- 安明哲（アン・ミョンチョル、元強制収容所警備兵)
- 安明進（アン・ミョンジン、工作員）
- 安筆花（アン・ピラ、初めて名前を公表した脱北日本人妻）
- アン・ジョンホ（作詞家、作曲家）
- 安赫（アン・ヒョク、脱北者）
- 安英学（アン・ヨンハク、サッカー選手）
- 安成基（アン・ソンギ、土台人）
- 安寿吉（アン・スギル、咸興出身の韓国の作家）
- 青山健煕（本名非公開、元工作員）

### い
- イム・カンジン（軍人、脱北者）
- イム・ヨンソン（統一放送代表、脱北者）

### う
- 禹東測（ウ・ドンチュク、軍人）

### お
- 呉白龍（オ・ペクリョン、政治家）
- 呉振宇（オ・ジヌ、政治家、軍人）
- 呉克烈（オ・グンニョル、政治家）
- 呉日晶（オ・イルジョン、政治家）
- オ・ボクナム（朝鮮中央テレビアナウンサー）

## か行
- 姜成山（カン・ソンサン、政治家）
- 姜錫柱（カン・ソクジュ、第1外務副相（第1外務次官）
- 姜哲煥（カン・チョルファン、脱北者、朝鮮日報記者）
- 姜健（カン・ゴン、軍人）
- 康成輝（カン・ソンフィ、朝鮮総連元幹部、「新宿百人町事件」犯人）
- 康明道（カン・ミョンド、脱北者、金一族の外戚）
- 姜宗官（カン・チョングァン、政治家、現陸海運大臣）
- カン・スンホ（カザフスタン高麗人統一連合会委員長
- 姜昌秀（カン・チャンス、空手家）

### き

#### 金一族（指導者）
- 金日成（キム・イルソン、政治家）
- 金正日（キム・ジョンイル、政治家、金日成の長男）
- 金正恩（キム・ジョンウン、金正日の三男）
- 金玉（キム・オク、金正日夫人）
- 金敬姫（キム・ギョンヒ、金正日の妹）
- 金与正（キム・ヨジョン、金正恩労働党委員長の妹、政治家）
- 金雪松（キム・ソルソン、金正恩の異母姉）
- 金正淑（キム・ジョンスク、金正日の母）
- 金正哲（キム・ジョンチョル、金正日の次男）
- 金正男（キム・ジョンナム、金正日の長男）
- 金平一（キム・ピョンイル、金正日の異母兄弟）
- 金万一（キム・マニル、金正日の弟）
- 金賢（キム・ヒョン、金日成の息子）

#### その他の金氏

##### 政治家
- 金道満（キム・ドマン、政治家）
- 金昌満（キム・チャンマン、政治家）
- 金泰国（キム・テグク、政治家）
- 金英大（キム・ヨンデ、政治家）
- 金永南（キム・ヨンナム、政治家）
- 金承化（キム・スンファ、政治家）
- 金格植（キム・ギョクシク、政治家）
- 金一（キム・イル、政治家）
- 金哲（キム・チョル、軍人）
- 金哲（キム・チョル、政治家）
- 金桂冠（キム・ケグァン、第1外務次官）
- 金鉄万（キム・チョルマン、政治家）
- 金慶玉（キム・ギョンオク、政治家）
- キム・スヨン（水害対策委員会委員、外交官、政治家）
- 金己男（キム・ギナム、政治家）
- 金仲麟（キム・チュンリン、政治家）
- 金昌善（朝鮮労働党国務委員会部長）
- 金光燮（キム・グァンソプ、政治家）

##### 軍人
- 金永春（キム・ヨンチュン、軍人）
- 金策（キム・チェク、軍人）
- 金鎰喆（キム・イルチョル、軍人）
- 金正覚（キム・ジョンカク、軍人、政治家）
- 金昌鳳（キム・チャンボン、軍人、政治家）
- 金光侠（キム・グァンヒョプ、軍人、金聖愛の兄）
- 金炳夏（キム・ビョンハ、政治家、軍人）
- 金元弘（キム・ウォンホン、政治家、軍人）
- 金益賢（キム・イクヒョン、軍人）
- 金雄（キム・ウン、軍人）
- 金昌奉（キム・チャンボン、軍人）
- 金在旭（キム・ジェウク、軍人）
- 金烈（キム・リョル、軍人）
- 金英哲（キム・ヨンチョル、軍人）
- 金南俊（キム・ナムジュン、朝鮮人民軍兵士）
- 金東俊（キム・ドンジュン、脱北者、金南俊の兄）

##### 工作人・土台人
- 金賢姫（キム・ヒョニ、元工作員）
- 金東植（キム・ドンシク、工作員）
- 金世鎬（キム・セホ、工作員）
- 金東淳（キム・ドンスン、工作員）
- 金吉旭（キム・ジェウク、「原敕晁拉致事件」犯人、朝鮮学校元校長）
- 金徳元（キム・トグォン、広島朝鮮学校元教員、土台人）
- 金和秀（キム・ファス、自営業、土台人、二重国旗勲章一級受賞者）
- 金淑姫（キム・スグィ、工作員）
- 金英男（キム・ヨンナム、横田めぐみさんの夫とされる人。南北統一の為、特殊機関に勤務しているとされ、韓国からの拉致被害者と言われているが、本人は否定している）

##### 文化人・スポーツ選手・その他
- キム・ヨンスク（フィギュアスケート選手）
- 永田絃次郎（本名:金永吉/キム・ヨンギル、歌手）
- キム・ソルミ（牡丹峰楽団の歌手）
- キム・ユギョン（牡丹峰楽団歌手）
- 金雲龍（キム・ウルリョン、牡丹峰楽団副団長。作曲家。人民芸術家）
- 金光淑（キム・グァンスク、人民俳優、元普天堡電子楽団歌手・平壌学生少年宮殿芸術創作科声楽指導教員を務めた後、2018年1月死去）
- 金貞女（キム・ジョンニョ、元普天堡電子楽団歌手、現在金星学院声楽講座講座長）
- キム・オクチュ（元普天堡電子楽団重唱組歌手、現在牡丹峰楽団所属）
- キム・ヒャンミ（元普天堡電子楽団重唱組歌手、現在青峰楽団所属）
- キム・ソンシム（元普天堡電子楽団重唱組歌手、現在青峰楽団所属）
- キム・ヘソン（元普天堡電子楽団のシンセサイザー奏者、作曲家、人民芸術家、一時期牡丹峰楽団に在籍）
- 金元均（キム・ウォンギュン、作曲家）
- キム・ウォンイル（作詞家、人民俳優）
- 金炳華（キム・ビョンファ、朝鮮民主主義人民共和国朝鮮国立交響楽団首席指揮者）
- キム・イルジン（尹伊桑管弦楽団設立者、指揮者）
- キム・ホユン（朝鮮国立交響楽団准首席指揮者を務めた。尹伊桑管弦楽団の指揮者を経て、現在万寿台芸術団三池淵楽団指揮者）
- 金英浩（キム・ヨンホ、漁に出たまま行方不明になり、北朝鮮で生存が確認された日本人）
- 金鐘泰（キム・チョンテ）
- 金史良（キム・サリャン、作家）
- キム・ソンイ(卓球選手)
- キム・ヒョクボン(卓球選手)
- 金龍玉（キム・リョンオク、兪成勳の配偶者）
- キム・ジョン(選手)
- キム・チュンソン（朝鮮中央テレビアナウンサー）
- キム・ソングァン（朝鮮中央テレビアナウンサー）
- キム・ソルギョン（朝鮮中央テレビアナウンサー）
- キム・ユング（朝鮮中央テレビアナウンサー）
- キム・ギヒョン（朝鮮中央テレビアナウンサー）
- キム・ウンギョン（横田めぐみと金英男の子供）
- キム・チョルホ 朝鮮果樹総会社社長

#### 金以外のき行の人
- 奇石福（キ・ソクボク、軍人）
- 奇光浩（キ･クァンホ、政治家）

### く
- グォン・ギョンハク（元普天堡電子楽団シンセサイザー奏者）

### け
- ケー・スンヒ（柔道選手）
- 桂応泰（ケ・ウンテ、政治家）
- 桂永三（ケ・ヨンサム、政治家）

### こ
- 高英姫（コ・ヨンヒ、金正日夫人）

## さ行

### し
- 辛光洙（シン・グァンス、元工作員）
- 辛善虎（シン・ソンホ、政治家）
- 志尹南（ジ・ユンナム、サッカー選手）

### す
- 杉谷昭人（鎮南浦府出身の日本人詩人）

### そ
- ソヌ・ヒャンヒ(銀河水管弦楽団所属・演奏家)
- 宋日昊（ソン・イルホ、政治家）
- 徐輝（ソ・フィ、政治家）
- 徐哲（ソ・チョル、軍人）
- 成蕙琳（ソン・ヘリム、金正日の妻、金正男の母）
- 成蕙琅（朝鮮語版、英語版）（ソン・ヘラン、成蕙琳の姉）
- 成有慶（ソン・ウギョン、成蕙琳の母）
- 成基煥（ソン・ギファン、在日本朝鮮兵庫県商工会県経理室長、土台人）

## た行

### ち

#### 張氏
- 張成沢（チャン・ソンテク、政治家）
- 張琴松（チャン・クムソン、張成沢の長女）
- 張勇哲（チャン・ウンチョル、外交官、張成沢の甥）
- 張成禹（チャン・ソンウ、軍人、張成沢の兄）
- 張成吉（チャン・ソンギル、張成沢の兄）
- 張海星（チャン・ヘソン、脱北者）
- 張曽烈（チャン・ジュンリョル、政治家）
- 張秀吉（チャン・スギル、政治家）
- 張正男（チャン・ジョンナム、政治家）
- 張吉成（チャン・キルソン、軍人）
- チャン・ソンマン（卓球選手）

#### 崔氏
- 崔承喜（チェ・スンヒ、舞踏家、政治家）
- 崔善姫（チェ・ソンヒ、外交官）
- 崔龍海（チェ・リョンヘ、政治家）
- 崔永林（チェ・ヨンリム、政治家）
- 崔庸健（チェ・ヨンゴン、軍人）
- 崔泰福（チェ・テボク、政治家）
- 崔光（チェ・グァン、軍人、政治家）
- 崔賢（チェ・ヒョン、軍人、政治家）
- 崔孝誠（チェ・ヒョソン、朝鮮中央テレビアナウンサー）
- チェ・ジョンフン（朝鮮中央テレビアナウンサー）
- チェ・スヒャン（元普天堡電子楽団重唱組歌手）
- チェ・サンモク（外交官）
- チェ・スンチョル（工作員）
- チェ・ガンイル（外務省北米局副局長）

#### その他
- 鄭守一（チョン・スイル、工作員、フィリピン国籍のムハンマド・カンスの名前で韓国の大学の助教をしていた）
- 鄭泰和（チョン・テファ、政治家）
- 鄭大世（チョン・テセ、サッカー選手）
- 鄭敬沢（チョン・ギョンテク、政治家、軍人）
- 鄭夏哲（チョン・ハチョル、政治家）
- チャン・ジンソン（元朝鮮労働党統一戦線部部員、脱北者、北朝鮮情報サイト『NEW FOCUS』代表）
- 趙延俊（チョ・ヨンジュン、政治家）
- 趙慶喆（チョ・ギョンチョル、軍人）
- 趙明禄（チョ・ミョンノク、政治家）
- 趙錦花（チョ・グムファ、功勲俳優、元普天堡電子楽団歌手。現在金元均名称音楽総合大学大衆歌謡講座講座長）
- 趙貞林（チョ・ジョンリム、万寿台芸術団指揮者）
- 全恵英（チョン・ヘヨン、人民俳優、元普天堡電子楽団歌手、現在万景台学生少年宮殿声楽指導教員）
- 全秉浩（チョン・ビョンホ、軍人）
- 全昌復（チョン・チャンボク、政治家）
- 全河哲（チョン・ハチョル、政治家、現副首相）
- 蔡奎燁（チェ・ギュヨプ（長谷川一郎）歌手）
- 曹奎聖（チョ・ギュソン、下関朝鮮初中級学校元校長、土台人）
- チャ・ホグン［作詞家）
- チョン・ヒョンギュ（元朝鮮中央放送アナウンサー）
- チョン・ソンヒ（朝鮮中央テレビアナウンサー）
- 鄭成玉（元マラソン選手）
- チョン・ドンオク（作曲家）

### て
- 太永浩（テ・ヨンホ、外交官、脱北者）
- 太成洙（テ・ソンス、政治家）

## な行

### な
- 南日（ナム・イル、政治家）

### の
- 努光鉄（ノ・グァンチョル、政治家）

## は行

### は
- 朴甲東（パク・カプドン、政治家、脱北者）
- 朴金喆（パク・クムチョル、政治家）
- 朴容国（パク・ヨングク、政治家）
- パク・ヨンスン(卓球選手)
- 朴吉淵（パク・キルヨン、政治家）
- 朴成哲（パク・ソンチョル、政治家）
- 朴承振（パク・スンジン、サッカー選手）
- 朴徳勲（パク・ドクフン、政治家）
- 朴義春（パク・ウィチュン、外務大臣）
- 朴義琓（パク・ウィワン、政治家）
- 朴昌玉（パク・チャンオク、政治家）
- 朴憲永（パク・ホニョン、政治家）
- 朴奉珠（パク・ポンジュ、政治家）
- 朴永彬（パク・ヨンリム、軍人）
- 朴永植（パク・ヨンシク、軍人、政治家）
- 韓成烈（ハン・ソンリョル、外交官）
- 韓成龍（ハン・ソンリョン、政治家）
- ハン・イルム（政治家）
- ハン・ソルヒャン（元普天堡電子楽団重唱組歌手）
- パク・ハク（人民芸術家）
- パク・ウィヒョン（元普天堡電子楽団ギタリスト）

### ひ
- 玄松月（ヒョン・ソンウォル、芸術家、牡丹峰楽団団長）
- 玄鶴峰（ヒョン・ハクボン、外交官）
- 玄哲海（ヒョン・チョルヘ、軍人、朝鮮人民軍元帥）
- 玄永哲（ヒョン・ヨンチョル、軍人、朝鮮人民軍次帥）
- 辺英立（ピョン・ヨンリプ、国家科学院院長）

### ふ
- 黄炳瑞（ファン・ビョンソ、政治家、軍人）
- 黄長燁（ファン・ジャンヨプ、政治家、軍人、思想家、脱北者）
- 黄真永（ファン・ジニョン、牡丹峰楽団副団長、作曲家。労力英雄、人民芸術家）

### へ
- 白南淳（ペク・ナムスン、政治家）
- 白鶴林（ペク・ハンニム、政治家）

### ほ
- 洪昌守（ホン・チャンス、プロボクサー）
- 洪命熹（ホン・ミョンヒ、作家）
- 洪錫亨（ホン・ソクヒョン/ソギョン、政治家）
- 洪成南（ホン・ソンナム、政治家）
- 洪善玉（ホン・ソンオク、政治家）
- 洪一茜（ホン・イルチョン、金正日夫人）
- 洪寿恵（ホン・スヒェ、工作員）
- 許錫宣（ホ・サクソン、政治家）
- 許哥誼（ホ・ガイ、政治家）
- 許鳳学（ホ・ボンハク、政治家）
- 許錟（ホ・ダム、政治家）
- 許憲（ホ・ホン、独立運動家）
- ホ・クァンジュ（人民芸術家、平壌音楽大学教員、作曲家）

## ま行

### ま
- 松下裕（鎮南浦市出身の日本人翻訳家）

### む
- 武亭（ム・ジョン、軍人）
- 文世光（ムン・セグァン、運動家）
- 文人国 - （ムン・イングク、サッカー選手）
- ムン・ジニョク（朝鮮中央テレビアナウンサー）

## や行

### や
- 楊亨燮（ヤン・ヒョンソプ、政治家）
- 楊龍哲（ヤン・ヨンチョル、盛岡冷麺考案者）

### ゆ
- 尹恵英(ユン・ヘヨン、普天堡電子楽団歌手)
- 尹公欽（ユン・ゴンフム、政治家）
- 尹伊桑（ユン・イサン、作曲家）
- ユン・ドゥグン（作詞家、作曲家）
- 兪成哲（ユ・ソンチョル、軍人）

### よ
- 延亨黙（ヨン・ヒョンムク、政治家）

## ら行

### り

#### 指導者一族関連
- 李雪主（リ・ソルジュ、金正恩労働党委員長夫人）
- 李韓永（リ・ハンヨン、金正男の従兄）

#### 政治家
- 李従茂（リ・ジョンム、政治家）
- 李済剛（リ・ジェガン、政治家）
- 李孝淳（リ・ヒョスン、政治家）
- 李乙雪（リ・ウルソル、政治家）
- 李容浩（リ・ヨンホ、政治家）
- 李鐘玉（リ・ジョンオク、政治家）
- 李根模（リ・グンモ、政治家）
- 李考淳（リ・ヒョスン、政治家）
- 李弼圭（リ・ピルキュ、政治家）
- 李相朝（リ・ソンチョ、政治家、軍人、脱北者）
- 李明秀（リ・ミョンス、政治家）
- 李永吉（リ・ヨンギル、政治家）
- 李龍河（リ・リョンハ、政治家）
- 李万建（政治家）
- 李勇武（リ・ヨンム、政治家）

#### 軍人
- 李永鎬（リ・ヨンホ、軍人）
- 李英浩（リ・ヨンホ、軍人）
- 李炳鉄（リ・ビョンチョル、軍人）
- 李斗益（リ・ドゥイク、軍人、政治家）
- 李権武（リ・グォンム、軍人）
- 李鎮洙（リ・ジンス、軍人、政治家）

#### 工作員
- 李善実（リ・ソンシル、工作員）

#### 文化人
- リ・ギョンスク（普天堡電子楽団歌手）
- 李粉姫（リ・ブニ、普天堡電子楽団歌手、功勲俳優）
- リ・オクファ（元普天堡電子楽団重唱組歌手、功勲俳優、現在牡丹峰楽団所属。
- リ・リュギョン（元普天堡電子楽団重唱組歌手、現在青峰楽団所属。）
- リ・チュニ（朝鮮中央放送アナウンサー）
- リ・ホスク（朝鮮中央テレビアナウンサー）
- リ・グムチョル（朝鮮中央テレビアナウンサー）
- リ・ミョンスン(卓球選手)
- 李昌寿（リ・チャンス、柔道家、脱北者）
- 李光川（リ・グァンチョン、サッカー選手）
- リ・スンオク（英語版）

#### 李氏以外のリ行の人物
- リュ・ジナ(牡丹峰楽団歌手・功勲俳優)
- 柳京（リュ・ギョン、軍人、政治家）
- リュ・ギョンオク（朝鮮中央テレビアナウンサー）
- 林春秋（リム・チュンチュ、政治家）
- リム・ミョンファン（平壌市人民保安局交通指揮隊哨所長、労力英雄）

### ろ
- 盧初雄（ロ・チョウン、武道家）
- ロ・チュンギ（功勲芸術家）
- 盧成実（ロ・ソンシル、政治家）

## わ行

### わ
- 王昌旭（ワン・チャンウク、政治家）